# Кушлянский, Ростислав Николаевич
Ростислав Николаевич Кушлянский (1908—1980) — советский офицер-артиллерист в годы Великой Отечественной войны, Герой Советского Союза 22.02.1944). Старший лейтенант.

## Биография
Родился 15 мая 1908 года в Одессе, в семье служащего. Окончил 7 классов и рабфак.
Кадровый военный, в рядах РККА с октября 1930 года. В 1938 году его отец — Николай Александрович Кушлянский был репрессирован, как сын царского генерала, а Ростислав был уволен из Красной Армии. В 1939 году был восстановлен в рядах РККА. С октября 1940 года по сентябрь 1941 года проходил службу старшиной стационарной батареи береговой обороны № 21, 44 отдельного артиллерийского дивизиона Черноморского Флота, Одесской Военно-Морской Базы (ОВМБ).
Участник Великой Отечественной войны с июня 1941 года. Участвовал в обороне Одессы. Затем был переведён в 8-ю морскую стрелковую бригаду. В 1942—1943 годах воевал командиром взвода батареи отдельного миномётного дивизиона 143-й отдельной стрелковой бригады на Сталинградском, Донском, а с февраля 1943 года на Центральном фронтах. Отличился при ликвидации окружённых немецких войск в Сталинграде в январе 1943 года.
Член ВКП(б)/КПСС с 1942 года.
Командир огневого взвода гвардейского артиллерийского полка (94-я гвардейская стрелковая дивизия, 69-я армия, Воронежский фронт) гвардии младший лейтенант Ростислав Кушлянский отличился в сражении на Курской дуге. 7-11 июля 1943 года в районе села Шеино (Корочанский район Белгородской области) взвод под командование Кушлянского участвовал в отражении 10 атак противника. Всего за 5 дней боев взвод под его командованием уничтожил 20 танков и 40 автомашин. Когда 10 июля на позиции взводов младших лейтенантов Н. И. Колбасова и Р. Н. Кушлянского двинулись 17 немецких танков, лично подбил три танка в одном бою, а затем вывел свой взвод из окружения.
Выписка из приказа 94-й гвардейской стрелковой дивизии от 17 июля 1943 года № 0117:

«… 4. гвардии лейтенант Р. Н. Kушлянский, командир огневого взвода первого дивизиона 199 гвардейского артиллерийского полка, 11 июля сего года, когда во взводе осталось только одно орудие, смело вступил в неравный бой с большой группой танков.
Его расчёт поджёг три и подбил пять танков, когда они от него были в 70-80 метрах. А когда вышел из строя его расчёт, Кушлянский сам стал у орудия и один за другим подбил ещё три танка, при чём последний выстрел по танку был произведён на расстоянии шести метров…»

Указом Президиума Верховного Совета СССР «О присвоении звания Героя Советского Союза офицерскому, сержантскому и рядовому составу Красной Армии» от 22 февраля 1944 года за «образцовое выполнение боевых заданий командования при форсировании реки Днепр, развитие боевых успехов на правом берегу реки и проявленные при этом отвагу и геройство» был удостоен звания Героя Советского Союза с вручением ордена Ленина и медали «Золотая Звезда» (№ 3917).
Последняя занимаемая должность — командир роты Одесского высшего военно-морского училища (ОВВМУ).
В январе 1949 года вышел в запас в звании старшего лейтенанта.
Жил в городе Одесса. Работал в Одесском высшем инженерном мореходном училище (ОВИМУ), был старшим штурманом теплохода «Львов» Черноморского морского пароходства.
Умер 3 января 1980 года, похоронен в Одессе.

## Память
- Одна из улиц села Мелихово Белгородской области носит имя Героя[5].

## Награды
- Герой Советского Союза (22.02.1944)
- Орден Ленина (22.02.1944)
- Орден Отечественной войны 2-й степени (15.04.1944)
- Медаль «За отвагу» (7.02.1943)
- Медаль «За боевые заслуги» (5.11.1946)
- Медаль «За оборону Одессы»
- Медаль «За оборону Кавказа»
- Медаль «За оборону Сталинграда»
- Ряд других медалей СССР